# Герои Социалистического Труда Туркменистана
В настоящий список включены:

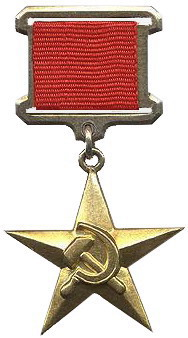
Золотая медаль «Серп и Молот»

- Герои Социалистического Труда, на момент присвоения звания проживавшие на территории Туркменской ССР (соответствующей границам современной Туркмении) — 324 человека, в том числе один — дважды Герой Социалистического Труда;
- уроженцы Туркмении, удостоенные звания Героя Социалистического Труда в других регионах СССР — 14 человек.
- Герои Социалистического Труда, прибывшие на постоянное проживание в Туркмению — 3 человека.
- лица, лишённые звания Героя Социалистического Труда — 7 человек, в том числе один — дважды Герой Социалистического Труда.
- Герои Социалистического Труда, лишённые второй золотой звезды «Серп и Молот» — 2 человека.

Вторая и третья части списка могут быть неполными из-за отсутствия данных о месте рождения и месте смерти ряда Героев.
В таблицах отображены фамилия, имя и отчество Героев, должность и место работы на момент присвоения звания, дата Указа Президиума Верховного Совета СССР, отрасль народного хозяйства, а также ссылка на биографическую статью на сайте «Герои страны». Формат таблиц предусматривает возможность сортировки по указанным параметрам путём нажатия на стрелку в нужной графе.

## История
Первое присвоение звания Героя Социалистического Труда в Туркменской ССР произошло 19 марта 1947 года, когда Указом Президиума Верховного Совета СССР за получение высоких урожаев хлопка был награждён Оразгельды Эрсарыев, ставший впоследствии единственным в Туркмении дважды Героем Социалистического Труда.

## Лица, удостоенные звания Героя Социалистического Труда в Туркменской ССР
| № | Фамилия, имя, отчество | Даты жизни              | Деятельность                                                             | Дата присвоения       | Отрасль            | ГС       |
| - | ---------------------- | ----------------------- | ------------------------------------------------------------------------ | --------------------- | ------------------ | -------- |
| 1 | Эрсарыев Оразгельды    | 19.03.1900 — 05.02.1978 | Председатель колхоза имени Тельмана Ленинского района Ташаузской области | 19.03.1947 14.02.1957 | сельское хозяйство | [ ГС 1 ] |

| №   | Фамилия, имя, отчество         | Даты жизни              | Деятельность | Дата присвоения | Отрасль            | ГС         |
| --- | ------------------------------ | ----------------------- | --- | --------------- | ------------------ | ---------- |
| 1   | Аболыков Анна                  | 1889 — ????             | Старший чабан каракулеводческого совхоза «Сайван» Министерства внешней торговли СССР, Бахарденский район Ашхабадской области                                           | 15.09.1948      | сельское хозяйство | [ ГС 2 ]   |
| 2   | Агаджанова Ораз Гуль           | 1921 — ????             | Звеньевая колхоза «Коммунизм» Тахта-Базарского района Марыйской области                                                                                                | 05.04.1948      | сельское хозяйство | [ ГС 3 ]   |
| 3   | Агаева Таджи Гозель            | 1918 — ????             | Звеньевая колхоза «Сынпы-Гореш» Марыйского района Марыйской области | 11.06.1949      | сельское хозяйство | [ ГС 4 ]   |
| 4   | Агамурадов Сапар               | 1927 — ????             | Бригадир колхоза «Ленинизм» Калининского района Ташаузской области | 08.04.1971      | сельское хозяйство | [ ГС 5 ]   |
| 5   | Айдогдыев Карры                | 1896 — ????             | Старший чабан каракулеводческого совхоза «Сайван» Министерства внешней торговли СССР, Бахарденский район Ашхабадской области                                           | 15.09.1948      | сельское хозяйство | [ ГС 6 ]   |
| 6   | Акгаев Ата                     | 19.11.1922 — 28.11.1998 | Первый секретарь Байрам-Алийского райкома Компартии Туркменистана, Марыйская область                                                                                   | 10.12.1973      | госуправление      | [ ГС 7 ]   |
| 7   | Акыниязов Эсен                 | род. 1932               | Тракторист колхоза «Победа» Иолотанского района Марыйской области | 30.04.1966      | сельское хозяйство | [ ГС 8 ]   |
| 8   | Алиев Ага Юсуп                 | 1882 — 30.09.1970       | Председатель колхоза «Большевик» Байрам-Алийского района Марыйской области                                                                                             | 05.04.1948      | сельское хозяйство | [ ГС 9 ]   |
| 9   | Аллабердыев Байрам             | 05.1916 — 02.06.1978    | Бурильщик Небит-Дагского управления бурильных работ объединения «Туркменнефть» Министерства нефтяной промышленности СССР, Туркменская ССР                              | 30.03.1971      | нефтепром          | [ ГС 10 ]  |
| 10  | Аллаева Акнэзик                | род. 1928               | Колхозница колхоза «Коммунизм» Мургабского района Марыйской области | 10.12.1973      | сельское хозяйство |            |
| 11  | Алламов Ораздурды              | 06.01.1929 — ????       | Звеньевой колхоза «Коммунизм» Ильялинского района Ташаузской области                                                                                                   | 30.07.1951      | сельское хозяйство | [ ГС 11 ]  |
| 12  | Алламурадов Аганияз            | 1930 — 05.1982          | Старший чабан совхоза «Талимарджан» Ходжамбасского района Чарджоуской области                                                                                          | 06.09.1973      | сельское хозяйство |            |
| 13  | Алтыбаева Сона                 | род. 1930               | Вязальщица Чарджоуской трикотажной фабрики Министерства лёгкой промышленности Туркменской ССР                                                                          | 05.04.1971      | легпром            | [ ГС 12 ]  |
| 14  | Алтыев Назар                   | 1895 — ????             | Старший чабан каракулеводческого совхоза «Сараджинский» Министерства внешней торговли СССР, Тахта-Базарский район Марыйской области                                    | 15.09.1948      | сельское хозяйство |            |
| 15  | Аманалиев Ходжаберды           | 1926 — ????             | Садчик кирпича Ашхабадского заводоуправления № 1 Министерства промышленности строительных материалов Туркменской ССР                                                   | 07.05.1971      | промстройматериалы | [ ГС 13 ]  |
| 16  | Амандурдыев Нурберды           | 1908—1970               | Директор совхоза «Победа» Тахта-Базарского района Марыйской области | 14.02.1957      | сельское хозяйство | [ ГС 14 ]  |
| 17  | Аманназарова Кэбегуль          | 1919 — ????             | Звеньевая колхоза «Совет» Тельманского района Ташаузской области | 30.06.1950      | сельское хозяйство | [ ГС 15 ]  |
| 18  | Аманов Назар                   | 1908 — ????             | Звеньевой колхоза «Большевик» Куня-Ургенчского района Ташаузской области                                                                                               | 30.07.1951      | сельское хозяйство | [ ГС 16 ]  |
| 19  | Аманов Сары                    | 1910 — ????             | Бригадир колхоза имени Калинина Калининского района Ташаузской области                                                                                                 | 21.07.1950      | сельское хозяйство |            |
| 20  | Аманова Эбиш                   | 15.08.1923 — ????       | Звеньевая колхоза «Коммунизм» Ильялинского района Ташаузской области                                                                                                   | 30.06.1950      | сельское хозяйство | [ ГС 17 ]  |
| 21  | Амедов Ходжа Кака              | 1916 — ????             | Бригадир колхоза «Коммуна» Тахтинского района Ташаузской области | 05.04.1948      | сельское хозяйство |            |
| 22  | Аннабердыев Ораз               | 1917 — ????             | Секретарь Сагар-Чагинского райкома Компартии (большевиков) Туркменистана, Марыйская область                                                                            | 11.06.1949      | госуправление      | [ ГС 18 ]  |
| 23  | Аннавелиев Сапармет            | род. 1923               | Бригадир колхоза «Коммуна» Тахтинского района Ташаузской области | 15.11.1950      | сельское хозяйство |            |
| 24  | Аннаев Гайлы                   | 1924—1967               | Бригадир колхоза «Коммуна» Тахтинского района Туркменской ССР | 30.04.1966      | сельское хозяйство | [ ГС 19 ]  |
| 25  | Аннаклычев Хаджимурад          | род. 1928               | Бригадир плотников строительного управления № 2 треста «Туркменнефтестрой» Министерства газовой промышленности СССР, Ашхабадская область                               | 30.03.1971      | газпром            | [ ГС 20 ]  |
| 26  | Аннаклычева Огульджума         | 1920 — ????             | Звеньевая колхоза «Сынпы-Гореш» Марыйского района Марыйской области | 11.06.1949      | сельское хозяйство | [ ГС 21 ]  |
| 27  | Аннакулиева Сульгун            | род. 1921               | Доярка колхоза «Коммунизм» Ашхабадского района Туркменской ССР | 22.03.1966      | сельское хозяйство | [ ГС 22 ]  |
| 28  | Анналыев Гарлы                 | 1921 — ????             | Председатель колхоза «Тезе-Ёл» Байрам-Алийского района Марыйской области                                                                                               | 16.03.1981      | сельское хозяйство |            |
| 29  | Аннамахамедова Сульгун         | 1921 — ????             | Звеньевая колхоза «Кызыл-Караван» Байрам-Алийского района Марыйской области                                                                                            | 11.06.1949      | сельское хозяйство | [ ГС 23 ]  |
| 30  | Аннамурадов Курбаннияз         | 1912 — ????             | Звеньевой колхоз «Большевик» Куня-Ургенчского района Ташаузской области                                                                                                | 30.07.1951      | сельское хозяйство | [ ГС 24 ]  |
| 31  | Аннамурадова Огулнабад         | род. 1925               | Колхозница колхоза имени Ленина Байрам-Алийского района Марыйской области                                                                                              | 14.12.1972      | сельское хозяйство | [ ГС 25 ]  |
| 32  | Аныева Гурбангул               | 1925 — ????             | Звеньевая колхоза имени Тельмана Ленинского района Ташаузской области                                                                                                  | 30.07.1951      | сельское хозяйство | [ ГС 26 ]  |
| 33  | Аразмамед Мамедтувак оглы      | 1922 — ????             | Капитан рыболовного сейнера «Чимкент» рыболовецкого колхоза «Верховный Совет» Кизыл-Атрекского района Туркменской ССР                                                  | 13.04.1963      | рыбхоз             | [ ГС 27 ]  |
| 34  | Аразов Аннамурад               | 1912—1967               | Директор совхоза «Талимарджан» Чарджоуской области | 05.06.1958      | сельское хозяйство | [ ГС 28 ]  |
| 35  | Аразтаганов Аманклыч           | 1913 — ????             | Бригадир колхоза «Большевик» Куня-Ургенчского района Ташаузской области                                                                                                | 30.07.1951      | сельское хозяйство |            |
| 36  | Арнагельдыев Арна Овез         | 1904 — 10.06.1976       | Председатель колхоза «20 лет Октября» Тахта-Базарского района Марыйской области                                                                                        | 11.06.1949      | сельское хозяйство | [ ГС 29 ]  |
| 37  | Артыков Султан                 | 1912 — ????             | Бригадир колхоза имени Тельмана Ильялинского района Ташаузской области                                                                                                 | 30.07.1951      | сельское хозяйство | [ ГС 30 ]  |
| 38  | Атабалов Байджан               | 01.06.1927 — ????       | Бригадир колхоза «Ашхабад» Марыйского района Марыйской области | 10.02.1975      | сельское хозяйство | [ ГС 31 ]  |
| 39  | Атаджанов Джумадурды           | 1913—1969               | Председатель колхоза имени Хрущёва Марыйского района Марыйской области                                                                                                 | 14.02.1957      | сельское хозяйство | [ ГС 32 ]  |
| 40  | Атаджанов Хаит                 | 1899 — ????             | Звеньевой колхоза имени Тельмана Ильялинского района Ташаузской области                                                                                                | 30.06.1950      | сельское хозяйство | [ ГС 33 ]  |
| 41  | Атаев Овелек                   | род. 1932               | Чабан колхоза «Коммунизм» Каахкинского района Ашхабадской области | 10.03.1976      | сельское хозяйство | [ ГС 34 ]  |
| 42  | Атаев Реджепкулы               | 18.04.1920 — 11.12.1972 | Председатель колхоза «Большевик» Ильялинского района Ташаузской области                                                                                                | 30.06.1950      | сельское хозяйство | [ ГС 35 ]  |
| 43  | Атакаррыев Алла Берды          | 16.09.1909 — 20.09.1975 | Председатель колхоза «Зарпчи» Марыйского района Марыйской области | 05.04.1948      | сельское хозяйство | [ ГС 36 ]  |
| 44  | Атамедов Куванч                | 1915 — ????             | Председатель колхоза «3 пятилетка» Калининского района Ташаузской области                                                                                              | 21.07.1950      | сельское хозяйство | [ ГС 37 ]  |
| 45  | Атамурадов Курбандурды         | 1896 — 27.05.1972       | Председатель колхоза «Красный Октябрь» Туркмен-Калинского района Марыйской области                                                                                     | 14.02.1957      | сельское хозяйство | [ ГС 38 ]  |
| 46  | Атанепесов Баджиман            | 1918 — ????             | Звеньевой колхоза «Большевик» Куня-Ургенчского района Ташаузской области                                                                                               | 11.06.1949      | сельское хозяйство |            |
| 47  | Атанепесов Курбанкылыч         | род. 1931               | Бригадир колхоза имени Молланепеса Векиль-Базарского района Марыйской области                                                                                          | 26.02.1990      | сельское хозяйство |            |
| 48  | Атаниязов Байрам               | 1913 — ????             | Звеньевой колхоза имени Тельмана Ильялинского района Ташаузской области                                                                                                | 30.07.1951      | сельское хозяйство | [ ГС 39 ]  |
| 49  | Атанов Ораз                    | 1910 — ????             | Бригадир колхоза «Большевик» Куня-Ургенчского района Ташаузской области                                                                                                | 30.07.1951      | сельское хозяйство | [ ГС 40 ]  |
| 50  | Ахмедяров Керим                | 19.04.1917 — ????       | Председатель колхоза «40 лет Туркменской ССР» Ашхабадского района Ашхабадской области                                                                                  | 06.06.1984      | сельское хозяйство | [ ГС 41 ]  |
| 51  | Аширмурадов Мамед              | 1923 — ????             | Машинист локомотивного депо Ашхабад Ашхабадской железной дороги, Туркменская ССР                                                                                       | 01.08.1959      | транспорт          | [ ГС 42 ]  |
| 52  | Аширов Ашир Халлиевич          | 30.03.1923 — ????       | Старший оператор Красноводского нефтеперерабатывающего завода Министерства нефтеперерабатывающей и нефтехимической промышленности СССР, Туркменская ССР                | 28.05.1966      | нефтехимпром       | [ ГС 43 ]  |
| 53  | Бабагельдыев Ягмур             | 1919 — ????             | Бригадир колхоза имени Кирова Тахта-Базарского района Туркменской ССР                                                                                                  | 30.04.1966      | сельское хозяйство | [ ГС 44 ]  |
| 54  | Бабаев Аккешек                 | 1905 — ????             | Старший чабан каракулеводческого совхоза «Ербентский» Министерства внешней торговли СССР, Ашхабадский район Ашхабадской области                                        | 15.09.1948      | сельское хозяйство |            |
| 55  | Бабаев Атаджан                 | 1910 — ????             | Председатель колхоза «Сынпы-Гореш» Марыйского района Марыйской области                                                                                                 | 11.06.1949      | сельское хозяйство | [ ГС 45 ]  |
| 56  | Бабаев Беркали                 | 1916 — 11.02.1981       | Бригадир Красноводской дистанции пути Среднеазиатской железной дороги, Красноводская область                                                                           | 16.01.1974      | транспорт          | [ ГС 46 ]  |
| 57  | Бабаев Курбан                  | 1908—1968               | Бригадир колхоза «Большевик» Куня-Ургенчского района Ташаузской области                                                                                                | 30.07.1951      | сельское хозяйство | [ ГС 47 ]  |
| 58  | Бабаев Меты                    | 1925—1958               | Бригадир колхоза «Коммунизм» Ильялинского района Ташаузской области | 30.06.1950      | сельское хозяйство | [ ГС 48 ]  |
| 59  | Бабаев Ораз                    | 1900—1969               | Старший чабан каракулеводческого совхоза «Равнина» Министерства внешней торговли СССР, Байрам-Алийский район Марыйской области                                         | 15.09.1948      | сельское хозяйство | [ ГС 49 ]  |
| 60  | Бабаев Чары                    | 02.09.1907 — 21.08.1966 | Заведующий отделом сельского хозяйства Сагар-Чагинского района Марыйской области                                                                                       | 11.06.1949      | сельское хозяйство | [ ГС 50 ]  |
| 61  | Бабаев Чары                    | 1917 — ????             | Звеньевой колхоза «12 лет РККА» Ашхабадского района Ашхабадской области                                                                                                | 17.06.1949      | сельское хозяйство |            |
| 62  | Бабаев Чары                    | 1916 — ????             | Старший чабан каракулеводческого совхоза «Равнина» Министерства внешней торговли СССР, Байрам-Алийский район Марыйской области                                         | 15.09.1948      | сельское хозяйство | [ ГС 51 ]  |
| 63  | Бабаева (Атекаева) Акыш        | род. 1921               | Звеньевая колхоза «Большевик» Куня-Ургенчского района Ташаузской области                                                                                               | 30.07.1951      | сельское хозяйство | [ ГС 52 ]  |
| 64  | Багшиев Аллаберди              | род. 1926               | Тракторист колхоза «Москва» Марыйского района Туркменской ССР | 16.03.1965      | сельское хозяйство |            |
| 65  | Базаров Джумамурад             | 1911 — ????             | Старший чабан колхоза имени Кирова Тахта-Базарского района Марыйской области                                                                                           | 05.06.1958      | сельское хозяйство | [ ГС 53 ]  |
| 66  | Базаров Султан                 | 1909 — ????             | Звеньевой колхоза имени Тельмана Ильялинского района Ташаузской области                                                                                                | 30.07.1951      | сельское хозяйство | [ ГС 54 ]  |
| 67  | Байрамгельды Курбан            | род. 1936               | Бригадир машинистов бульдозеров строительно-монтажного управления «Копетдаггидрострой» Министерства мелиорации и водного хозяйства Туркменской ССР                     | 08.04.1971      | мелиоводхоз        | [ ГС 55 ]  |
| 68  | Бегендыков Язмухамед           | 1908—1955               | Председатель колхоза «Красная Армия» Тахта-Базарского района Марыйской области                                                                                         | 05.04.1948      | сельское хозяйство | [ ГС 56 ]  |
| 69  | Бегенчева Айнабат              | 1917 — ????             | Звеньевая колхоза «Коммунист» Каахкинского района Ашхабадской области                                                                                                  | 05.04.1948      | сельское хозяйство | [ ГС 57 ]  |
| 70  | Бегиниязов Кокова              | 1903 — ????             | Бригадир колхоза «Большевик» Куня-Ургенчского района Ташаузской области                                                                                                | 30.07.1951      | сельское хозяйство | [ ГС 58 ]  |
| 71  | Бегмедов Гоша                  | род. 1926               | Тракторист колхоза имени Куйбышева Тахтинского района Ташаузской области                                                                                               | 10.12.1973      | сельское хозяйство |            |
| 72  | Бекчаев Мухамедмурад           | 1914 — ????             | Председатель Сагар-Чагинского райисполкома Марыйской области | 11.06.1949      | госуправление      | [ ГС 59 ]  |
| 73  | Белоножкин Пётр Никифорович    | 1912 — 30.07.1966       | Бригадир слесарей Ашхабадского стекольного комбината имени В. И. Ленина Министерства промышленности строительных материалов Туркменской ССР                            | 28.07.1966      | промстройматериалы | [ ГС 60 ]  |
| 74  | Бердыев Аллаяр                 | 1893 — ????             | Старший чабан каракулеводческого совхоза «Уч-Аджи» Министерства внешней торговли СССР, Байрам-Алийский район Марыйской области                                         | 15.09.1948      | сельское хозяйство | [ ГС 61 ]  |
| 75  | Бердыева Огулдурда             | 13.03.1926 — 04.03.2020 | Председатель колхоза имени Чапаева Сакарского района Чарджоуской области                                                                                               | 20.02.1978      | сельское хозяйство | [ ГС 62 ]  |
| 76  | Биркулаков Кенес               | 1901—1976               | Старший чабан каракулеводческого совхоза «Равнина» Министерства внешней торговли СССР, Байрам-Алийский район Марыйской области                                         | 15.09.1948      | сельское хозяйство | [ ГС 63 ]  |
| 77  | Браславский Семён Борисович    | 1909—1972               | Старший зоотехник каракулеводческого совхоза «Равнина» Министерства внешней торговли СССР, Байрам-Алийский район Марыйской области                                     | 15.09.1948      | сельское хозяйство | [ ГС 64 ]  |
| 78  | Бурунов Эеберды                | 1911 — ????             | Председатель колхоза имени Сталина Безмеинского сельсовета Ашхабадского района Ашхабадской области                                                                     | 17.06.1949      | сельское хозяйство | [ ГС 65 ]  |
| 79  | Бяшимов Джалил                 | род. 1929               | Старший чабан каракулеводческого совхоза «Сайван» Министерства внешней торговли СССР, Бахарденский район Ашхабадской области                                           | 15.09.1948      | сельское хозяйство |            |
| 80  | Бяшимов Тачмурад               | род. 1928               | Машинист-экскаваторщик управления «Каракумгидрострой», Туркменская ССР                                                                                                 | 31.12.1960      | мелиоводхоз        | [ ГС 66 ]  |
| 81  | Бяшимов Ходжа Нияз             | 1915 — ????             | Старший чабан каракулеводческого совхоза «Уч-Аджи» Министерства внешней торговли СССР, Байрам-Алийский район Марыйской области                                         | 15.09.1948      | сельское хозяйство |            |
| 82  | Бяшимов Хыдыркулы              | 1916 — ????             | Бригадир колхоза «Большевик» Куня-Ургенчского района Ташаузской области                                                                                                | 30.07.1951      | сельское хозяйство | [ ГС 67 ]  |
| 83  | Бяшимова Джумагуль             | род. 1927               | Звеньевая колхоза имени Тельмана Ленинского района Ташаузской области                                                                                                  | 30.07.1951      | сельское хозяйство | [ ГС 68 ]  |
| 84  | Валиев Байрам                  | 1905 — ????             | Бригадир колхоза имени Тельмана Ленинского района Ташаузской области                                                                                                   | 30.07.1951      | сельское хозяйство |            |
| 85  | Валиев Курбан Сеид             | 1909 — ????             | Старший чабан каракулеводческого совхоза «Ербентский» Министерства внешней торговли СССР, Ашхабадский район Ашхабадской области                                        | 15.09.1948      | сельское хозяйство |            |
| 86  | Валиев Лоллы                   | 1912 — 07.1971          | Управляющий первой фермой каракулеводческого совхоза «Ербентский» Министерства внешней торговли СССР, Ашхабадский район Ашхабадской области                            | 15.09.1948      | сельское хозяйство |            |
| 87  | Валиев Мамед                   | 1911 — ????             | Старший чабан каракулеводческого совхоза «Равнина» Министерства внешней торговли СССР, Байрам-Алийский район Марыйской области                                         | 15.09.1948      | сельское хозяйство | [ ГС 69 ]  |
| 88  | Велиев Аба                     | 1915 — ????             | Звеньевой колхоза имени Тельмана Ленинского района Ташаузской области                                                                                                  | 21.07.1950      | сельское хозяйство |            |
| 89  | Виноградов Лев Сергеевич       | 08.01.1913 — ????       | Директор Гаурдакского серного комбината Министерства химической промышленности СССР, Чарджоуская область                                                               | 20.04.1971      | химпром            | [ ГС 70 ]  |
| 90  | Войнаревич Олег Агафонович     | 1914 — ????             | Директор каракулеводческого совхоза «Сараджинский» Министерства внешней торговли СССР, Тахта-Базарский район Марыйской области                                         | 15.09.1948      | сельское хозяйство |            |
| 91  | Гаипов Махтум                  | 1906—1969               | Председатель колхоза «12 лет РККА» Ашхабадского района Ашхабадской области                                                                                             | 17.06.1949      | сельское хозяйство | [ ГС 71 ]  |
| 92  | Гараджаев Ата                  | 1917 — ????             | Старший чабан колхоза имени Ленина Сталинского района Марыйской области                                                                                                | 05.08.1958      | сельское хозяйство | [ ГС 72 ]  |
| 93  | Гараджаев Чопан                | 1915 — ????             | Звеньевой колхоза «Большевик» Куня-Ургенчского района Ташаузской области                                                                                               | 11.06.1949      | сельское хозяйство | [ ГС 73 ]  |
| 94  | Гараджаева Айджагуль           | 1921 — ????             | Звеньевая колхоза «Большевик» Куня-Ургенчского района Ташаузской области                                                                                               | 30.07.1951      | сельское хозяйство | [ ГС 74 ]  |
| 95  | Гарлиев Джума                  | 1922 — ????             | Звеньевой колхоза «8 марта» Куня-Ургенчского района Ташаузской области                                                                                                 | 11.06.1949      | сельское хозяйство | [ ГС 75 ]  |
| 96  | Гарлиев Меле                   | 1921 — ????             | Звеньевой колхоза «8 марта» Куня-Ургенчского района Ташаузской области                                                                                                 | 05.04.1948      | сельское хозяйство | [ ГС 76 ]  |
| 97  | Геокча Нуры                    | 1897 — ????             | Звеньевой колхоза «12 лет РККА» Ашхабадского района Ашхабадской области                                                                                                | 17.06.1949      | сельское хозяйство | [ ГС 77 ]  |
| 98  | Дадашев Шейхали Алескерович    | 10.01.1913 — 1995       | Начальник объединения «Туркменнефть» Среднеазиатского совнархоза, гор. Ашхабад Туркменской ССР                                                                         | 16.03.1965      | нефтепром          | [ ГС 78 ]  |
| 99  | Дерьякулиев Нурхаджи           | род. 1926               | Бурильщик конторы бурения № 1 треста «Туркменбурнефть» Среднеазиатского совнархоза, Туркменская ССР                                                                    | 16.03.1965      | нефтепром          | [ ГС 79 ]  |
| 100 | Джалилова Сервер               | род. 1928               | Звеньевая колхоза имени Куйбышева Фарабского района Чарджоуской области                                                                                                | 05.04.1948      | сельское хозяйство | [ ГС 80 ]  |
| 101 | Дженали Бегджа                 | 1908 — ????             | Старший чабан каракулеводческого совхоза «Равнина» Министерства внешней торговли СССР, Байрам-Алийский район Марыйской области                                         | 15.09.1948      | сельское хозяйство | [ ГС 81 ]  |
| 102 | Джумаев Анна                   | 1914 — ????             | Бригадир колхоза «Кызыл-Караван» Байрам-Алийского района Марыйской области                                                                                             | 11.06.1949      | сельское хозяйство | [ ГС 82 ]  |
| 103 | Джумаева Огульгельды           | 1913—1977               | Председатель колхоза имени Калинина Керкинского района Туркменской ССР                                                                                                 | 30.04.1966      | сельское хозяйство | [ ГС 83 ]  |
| 104 | Джумаклычев Реджеп             | 1895 — ????             | Бригадир колхоза «Большевик» Куня-Ургенчского района Ташаузской области                                                                                                | 05.04.1948      | сельское хозяйство | [ ГС 84 ]  |
| 105 | Джумаков Якшибай               | 1921 — ????             | Звеньевой колхоза имени Тельмана Тельманского района Ташаузской области                                                                                                | 14.02.1957      | сельское хозяйство | [ ГС 85 ]  |
| 106 | Джуманазаров Аллаберген        | 1899 — ????             | Председатель Совета урожайности колхоза имени Тельмана Ильялинского района Ташаузской области                                                                          | 30.06.1950      | сельское хозяйство |            |
| 107 | Джуманиязов Артыкбай           | род. 1927               | Звеньевой колхоза «Кызыл-Юлдуз» Куня-Ургенчского района Ташаузской области                                                                                             | 30.06.1950      | сельское хозяйство | [ ГС 86 ]  |
| 108 | Джуманиязов Козы               | 1929 — ????             | Бригадир колхоза имени Тельмана Ильялинского района Ташаузской области                                                                                                 | 30.06.1950      | сельское хозяйство | [ ГС 87 ]  |
| 109 | Джурджиков Таджи               | 1906 — ????             | Бригадир колхоза имени Тельмана Ленинского района Ташаузской области                                                                                                   | 21.07.1950      | сельское хозяйство | [ ГС 88 ]  |
| 110 | Довбаева Огулдурды             | род. 1928               | Колхозница колхоза имени Ленина Дейнауского района Чарджоуской области                                                                                                 | 14.12.1972      | сельское хозяйство |            |
| 111 | Дурдыев Емуд                   | 1919 — ????             | Бригадир тракторной бригады 1-й Ленинской МТС Ташаузской области | 14.02.1957      | сельское хозяйство | [ ГС 89 ]  |
| 112 | Дурдыев Метназар               | 1917 — ????             | Звеньевой колхоза «Коммунизм» Ильялинского района Ташаузской области                                                                                                   | 30.06.1950      | сельское хозяйство | [ ГС 90 ]  |
| 113 | Дусембаев Юсуп                 | 1895—1952               | Управляющий первой фермой каракулеводческого совхоза «Уч-Аджи» Министерства внешней торговли СССР, Байрам-Алийский район Марыйской области                             | 15.09.1948      | сельское хозяйство | [ ГС 91 ]  |
| 114 | Егендурдыев Пирджан            | 1916 — ????             | Первый секретарь Ильялинского райкома Компартии Туркменистана, Ташаузская область                                                                                      | 14.02.1957      | госуправление      | [ ГС 92 ]  |
| 115 | Жданович Павел Иванович        | 23.02.1908 — 13.04.1962 | Директор каракулеводческого совхоза «Равнина» Министерства внешней торговли СССР, Байрам-Алийский район Марыйской области                                              | 15.09.1948      | сельское хозяйство | [ ГС 93 ]  |
| 116 | Ибадуллаев Худен               | 1882 — ????             | Звеньевой колхоза имени Тельмана Ильялинского района Ташаузской области                                                                                                | 30.07.1951      | сельское хозяйство | [ ГС 94 ]  |
| 117 | Имамадинов Эсет                | 1912 — ????             | Звеньевой колхоза «Большевик» Куня-Ургенчского района Ташаузской области                                                                                               | 14.02.1957      | сельское хозяйство | [ ГС 95 ]  |
| 118 | Искандеров Эсек                | 1918 — ????             | Бригадир колхоза имени Тельмана Ленинского района Ташаузской области                                                                                                   | 05.04.1948      | сельское хозяйство | [ ГС 96 ]  |
| 119 | Италмазов Алламырат            | род. 1933               | Механик-водитель хлопкоуборочной машины совхоза «Теджен» Тедженского района Марыйской области                                                                          | 14.12.1972      | сельское хозяйство | [ ГС 97 ]  |
| 120 | Кадырова Оразхал               | 1920 — ????             | Звеньевая колхоза «Тезе-Ел» Байрам-Алийского района Марыйской области                                                                                                  | 11.06.1949      | сельское хозяйство | [ ГС 98 ]  |
| 121 | Казаков Миржан                 | род. 1929               | Агроном колхоза «Большевик» Куня-Ургенчского района Туркменской ССР | 30.04.1966      | сельское хозяйство | [ ГС 99 ]  |
| 122 | Казаков Нурджан                | 1907 — ????             | Бригадир колхоза «Большевик» Куня-Ургенчского района Ташаузской области                                                                                                | 30.07.1951      | сельское хозяйство |            |
| 123 | Казаков Фёдор Михайлович       | 1903—1982               | Главный агроном районного отдела сельского хозяйства Сагар-Чагинского района Марыйской области                                                                         | 11.06.1949      | сельское хозяйство |            |
| 124 | Какабаев Ашир                  | 1909—1968               | Председатель колхоза «Большевик» Куня-Ургенчского района Ташаузской области                                                                                            | 05.04.1948      | сельское хозяйство | [ ГС 100 ] |
| 125 | Какабаев Султанмурад           | род. 1921               | Председатель Совета урожайности колхоза имени Сталина сельсовета Тезе-Четыр Ильялинского района Ташаузской области                                                     | 30.07.1951      | сельское хозяйство |            |
| 126 | Какабаев Халмурад              | 1905 — 09.11.1970       | Председатель колхоза «Коммуна» Тахтинского района Ташаузской области                                                                                                   | 15.11.1950      | сельское хозяйство | [ ГС 101 ] |
| 127 | Какаджиков Чары                | род. 1937               | Бригадир колхоза «40 лет Туркменской ССР» Ашхабадского района Ашхабадской области                                                                                      | 24.07.1986      | сельское хозяйство | [ ГС 102 ] |
| 128 | Какаев Байрам                  | 1916 — ????             | Бригадир тракторной бригады 2-й Марыйской МТС Марыйской области | 14.02.1957      | сельское хозяйство | [ ГС 103 ] |
| 129 | Какаева Фатьма                 | род. 1921               | Звеньевая колхоза «Интернационал» Байрам-Алийского района Марыйской области                                                                                            | 05.04.1948      | сельское хозяйство | [ ГС 104 ] |
| 130 | Кандымов Алладурды             | 1911—1964               | Председатель колхоза «Ленинизм» Марыйского района Марыйской области | 14.02.1957      | сельское хозяйство | [ ГС 105 ] |
| 131 | Кандымов Аллы                  | 1914 — ????             | Старший чабан каракулеводческого совхоза «Талимарджан» Керкинского района Чарджоуской области                                                                          | 14.02.1957      | сельское хозяйство | [ ГС 106 ] |
| 132 | Карабашев Нурберген            | 15.04.1922 — 12.03.1979 | Управляющий третьей фермой каракулеводческого совхоза «Равнина» Министерства внешней торговли СССР, Байрам-Алийский район Марыйской области                            | 15.09.1948      | сельское хозяйство | [ ГС 107 ] |
| 133 | Караджаев Анджан               | 1918 — ????             | Бригадир колхоза «Большевик» Куня-Ургенчского района Ташаузской области                                                                                                | 30.06.1950      | сельское хозяйство |            |
| 134 | Караджаева Айсолтан            | род. 1930               | Бригадир-привязывальщица Ашхабадской шелкомотальной фабрики «8 Марта» Туркменского совнархоза                                                                          | 07.03.1960      | легпром            | [ ГС 108 ] |
| 135 | Караев Клыч                    | 1907 — ????             | Бригадир колхоза имени Тельмана Ленинского района Ташаузской области                                                                                                   | 21.07.1950      | сельское хозяйство | [ ГС 109 ] |
| 136 | Караханов Меред                | 1917 — ????             | Старший чабан совхоза «Казанджик» Казанджикского района Туркменской ССР                                                                                                | 22.03.1966      | сельское хозяйство | [ ГС 110 ] |
| 137 | Келтаев Сапар                  | 1891 — ????             | Бригадир колхоза «Коммунизм» Ильялинского района Ташаузской области | 30.07.1951      | сельское хозяйство | [ ГС 111 ] |
| 138 | Кербабаев Берды Мурадович      | 15.03.1894 — 27.07.1974 | Председатель Правления Союза писателей Туркмении, академик Академии наук Туркменской ССР, народный писатель Туркменской ССР, гор. Ашхабад                              | 14.03.1969      | культура           | [ ГС 112 ] |
| 139 | Клыч Ачил                      | 1905 — ????             | Старший чабан каракулеводческого совхоза «Самсоново» Министерства совхозов СССР, Ходжамбасский район Чарджоуской области                                               | 10.09.1952      | сельское хозяйство |            |
| 140 | Клычев Иззат Назарович         | 10.10.1923 — 12.01.2006 | Председатель правления Союза художников Туркменской ССР, народный художник СССР, гор. Ашхабад                                                                          | 08.10.1983      | культура           | [ ГС 113 ] |
| 141 | Клычев Назлы                   | 1917 — ????             | Председатель колхоза «Искра» Куня-Ургенчского района Ташаузской области                                                                                                | 14.12.1972      | сельское хозяйство | [ ГС 114 ] |
| 142 | Клычев Пирнепес                | 1904 — ????             | Звеньевой колхоза «Большевик» Куня-Ургенчского района Ташаузской области                                                                                               | 30.07.1951      | сельское хозяйство | [ ГС 115 ] |
| 143 | Клычев Сапа                    | 1900 — ????             | Бригадир колхоза имени Тельмана Ильялинского района Ташаузской области                                                                                                 | 30.06.1950      | сельское хозяйство | [ ГС 116 ] |
| 144 | Клычева Курбан Дурсун          | 1920 — ????             | Звеньевая колхоза «Зарпчи» Марыйского района Марыйской области | 11.06.1949      | сельское хозяйство | [ ГС 117 ] |
| 145 | Клычева Огульбайрам            | 1917 — ????             | Доярка колхоза «Ленинизм» Кизыл-Арватского района Чарджоуской области                                                                                                  | 08.04.1971      | сельское хозяйство | [ ГС 118 ] |
| 146 | Клычева Сапаргуль              | 1918 — ????             | Звеньевая колхоза имени Жданова Чарджоуского района Чарджоуской области                                                                                                | 05.04.1948      | сельское хозяйство | [ ГС 119 ] |
| 147 | Клычниязов Сапар               | 1921 — ????             | Облицовщик-плиточник треста «Туркменхимстрой», гор. Красноводск Туркменской ССР                                                                                        | 11.08.1966      | строительство      |            |
| 148 | Клычов Борджак                 | 03.1928 — ????          | Бригадир колхоза имени Калинина Саятского района Чарджоуской области                                                                                                   | 08.04.1971      | сельское хозяйство | [ ГС 120 ] |
| 149 | Ковлиев Гельды                 | 1913—1981               | Председатель колхоза имени Сталина сельсовета Тэзе-Четыр Ильялинского района Ташаузской области                                                                        | 30.07.1951      | сельское хозяйство | [ ГС 121 ] |
| 150 | Косульников Иван Фёдорович     | 1913 — ????             | Бригадир каменщиков передвижной механизированной колонны № 124 треста «Чарджоустрой» Министерства строительства Туркменской ССР, Чарджоуская область                   | 07.05.1971      | строительство      |            |
| 151 | Коюнлиев Гарли                 | 1929 — ????             | Старший чабан совхоза «Казанджик» Казанджикского района Туркменской ССР                                                                                                | 16.03.1965      | сельское хозяйство | [ ГС 122 ] |
| 152 | Кулыниязов Хожов               | 1925 — ????             | Старший чабан совхоза «Победа» Тахта-Базарского района Туркменской ССР                                                                                                 | 22.03.1966      | сельское хозяйство | [ ГС 123 ] |
| 153 | Кульбатыров Усербай            | 01.03.1913 — 09.04.1992 | Старший чабан каракулеводческого совхоза «Равнина» Министерства внешней торговли СССР, Байрам-Алийский район Марыйской области                                         | 15.09.1948      | сельское хозяйство | [ ГС 124 ] |
| 154 | Курбанбаев Хосин               | 1918 — ????             | Бригадир колхоза имени Тельмана Ленинского района Туркменской ССР | 16.03.1965      | сельское хозяйство | [ ГС 125 ] |
| 155 | Курбангельдыев Ашир            | род. 1927               | Старший буровой мастер Прикаспийской геологоразведочной экспедиции Управления геологии и охраны недр при Совете Министров Туркменской ССР                              | 29.04.1963      | геология           |            |
| 156 | Курбанов Айт                   | род. 1925               | Звеньевой колхоза имени Тельмана Ленинского района Ташаузской области                                                                                                  | 30.07.1951      | сельское хозяйство |            |
| 157 | Курбанов Сатлык                | род. 1924               | Бригадир колхоза имени Калинина Тельманского района Ташаузской области                                                                                                 | 20.02.1978      | сельское хозяйство |            |
| 158 | Курбанов Шахи                  | 1900 — ????             | Звеньевой колхоза «Коммунизм» Ильялинского района Ташаузской области                                                                                                   | 30.07.1951      | сельское хозяйство |            |
| 159 | Курбанов Юсуп                  | 1910 — 27.12.1971       | Председатель колхоза имени Калинина Тедженского района Туркменской ССР                                                                                                 | 16.03.1965      | сельское хозяйство | [ ГС 126 ] |
| 160 | Курбанова Айлар                | 1921 — 11.1973          | Бригадир хлопководческой бригады колхоза «Красный Октябрь» Туркмен-Калинского района Марыйской области                                                                 | 14.02.1957      | сельское хозяйство | [ ГС 127 ] |
| 161 | Курбанова Ханипе               | 1918 — ????             | Первый секретарь Ташаузского райкома Компартии Туркменистана | 16.03.1965      | госуправление      | [ ГС 128 ] |
| 162 | Кутлыев Нобат                  | 1910 — 20.12.1967       | Председатель колхоза имени Жданова Чарджоуского района Чарджоуской области                                                                                             | 14.02.1957      | сельское хозяйство | [ ГС 129 ] |
| 163 | Леонтьев Юлиан Николаевич      | 02.11.1930 — 27.10.2011 | Буровой мастер Чарджоуского управления разведочного бурения объединения «Туркменсевбургаз» Министерства газовой промышленности СССР, Чарджоуская область               | 02.03.1981      | газпром            | [ ГС 130 ] |
| 164 | Максименко Иван Кириллович     | 23.02.1907 — 31.05.1976 | Руководитель сектора генетики и цитологии растений Института ботаники Академии наук Туркменской ССР, академик АН Туркменской ССР, гор. Ашхабад                         | 16.03.1965      | наука              | [ ГС 131 ] |
| 165 | Мамедов Джумакулы              | 1913 — 18.02.1981       | Председатель колхоза «Правда» Ходжамбасского района Чарджоуской области                                                                                                | 08.04.1971      | сельское хозяйство | [ ГС 132 ] |
| 166 | Мамедтачев Беки                | 1910 — ????             | Управляющий второй фермой каракулеводческого совхоза «Равнина» Министерства внешней торговли СССР, Байрам-Алийский район Марыйской области                             | 15.09.1948      | сельское хозяйство | [ ГС 133 ] |
| 167 | Мамиев Мухамед                 | 1921 — ????             | Бригадир колхоза имени Сталина сельсовета Тэзе-Четыр Ильялинского района Ташаузской области                                                                            | 30.07.1951      | сельское хозяйство | [ ГС 134 ] |
| 168 | Матчанова Огульджан            | 1927 — ????             | Звеньевая колхоза имени Тельмана Ильялинского района Ташаузской области                                                                                                | 30.06.1950      | сельское хозяйство | [ ГС 135 ] |
| 169 | Махрамов Джумакулы             | 22.01.1913 — 1978       | Председатель колхоза имени Сталина Халачского района Чарджоуской области                                                                                               | 14.02.1957      | сельское хозяйство | [ ГС 136 ] |
| 170 | Машаков Ата                    | 1913 — ????             | Бригадир колхоза имени Сталина Безмеинского сельсовета Ашхабадского района Ашхабадской области                                                                         | 17.06.1949      | сельское хозяйство |            |
| 171 | Машарипова Рейма               | 1920 — ????             | Бригадир хлопководческой бригады колхоза имени Ленина Ташаузского района Ташаузской области                                                                            | 07.03.1960      | сельское хозяйство | [ ГС 137 ] |
| 172 | Медведев Александр Григорьевич | 14.09.1919 — 29.12.2011 | Начальник нефтепромыслового управления «Челекеннефть» объединения «Туркменнефть» Министерства нефтедобывающей промышленности СССР, Туркменская ССР                     | 23.05.1966      | нефтепром          | [ ГС 138 ] |
| 173 | Медетов Баджан                 | род. 1926               | Бригадир колхоза «Искра» Октябрьского района Ташаузской области | 25.12.1976      | сельское хозяйство |            |
| 174 | Мергенов Мовлам                | род. 1924               | Буровой мастер Баминской геологоразведочной партии Управления геологии Совета Министров Туркменской ССР                                                                | 04.07.1966      | геология           |            |
| 175 | Мередов Какабай                | 1894—1973               | Бригадир хлопководческой бригады колхоза имени Хрущёва Куня-Ургенчского района Ташаузской области                                                                      | 14.02.1957      | сельское хозяйство | [ ГС 139 ] |
| 176 | Мередов Нургельды              | 1911 — ????             | Начальник цеха Безмеинской ГРЭС имени В. И. Ленина Главного управления энергетики и электрификации Совета Министров Туркменской ССР                                    | 04.10.1966      | энергетика         |            |
| 177 | Мередов Сеид                   | 1914 — ????             | Старший чабан каракулеводческого совхоза «Ербентский» Министерства внешней торговли СССР, Ашхабадский район Ашхабадской области                                        | 15.09.1948      | сельское хозяйство |            |
| 178 | Мишиев Оразберды               | 1922 — ????             | Учитель средней школы № 14, гор. Ашхабад | 27.06.1978      | образование        | [ ГС 140 ] |
| 179 | Моминов Ибрагим                | 1928 — ????             | Бригадир колхоза имени XX съезда КПСС Чарджоуского района Чарджоуской области                                                                                          | 16.03.1981      | сельское хозяйство | [ ГС 141 ] |
| 180 | Мурадов Ата                    | 1913 — ????             | Бригадир колхоза имени Тельмана Ленинского района Ташаузской области                                                                                                   | 21.07.1950      | сельское хозяйство | [ ГС 142 ] |
| 181 | Мурадов Балта                  | 1908—1984               | Первый секретарь Чарджоуского райкома Компартии Туркменистана | 14.02.1957      | госуправление      | [ ГС 143 ] |
| 182 | Мурадов Худук                  | 1922—1987               | Председатель колхоза имени Куйбышева Тахтинского района Туркменской ССР                                                                                                | 16.03.1965      | сельское хозяйство | [ ГС 144 ] |
| 183 | Мухадов Баба                   | 1914 — ????             | Бригадир колхоза имени Тельмана Ленинского района Ташаузской области                                                                                                   | 30.07.1951      | сельское хозяйство |            |
| 184 | Муханов Горлы                  | 1905 — ????             | Звеньевой колхоза «Большевик» Куня-Ургенчского района Ташаузской области                                                                                               | 30.07.1951      | сельское хозяйство | [ ГС 145 ] |
| 185 | Мухатов Велимухамед            | 05.05.1916 — 06.01.2005 | Композитор, профессор кафедры теоретико-композиторского факультета Туркменского педагогического института искусств, народный артист СССР, гор. Ашхабад                 | 03.05.1986      | культура           | [ ГС 146 ] |
| 186 | Мухортов Иван Степанович       | 1915 — ????             | Машинист тепловоза локомотивного депо Мары Среднеазиатской железной дороги, Туркменская ССР                                                                            | 04.08.1966      | транспорт          | [ ГС 147 ] |
| 187 | Мыссыева Солтан Гозель         | 1921 — ????             | Звеньевая колхоза «Сынпы-Гореш» Марыйского района Марыйской области | 11.06.1949      | сельское хозяйство | [ ГС 148 ] |
| 188 | Назаров Раим                   | 1926 — ????             | Старший чабан каракулеводческого совхоза «Самсоново» Министерства совхозов СССР, Ходжамбасский район Чарджоуской области                                               | 10.09.1952      | сельское хозяйство | [ ГС 149 ] |
| 189 | Назаров Якуббай                | род. 1929               | Звеньевой колхоза имени Тельмана Ильялинского района Ташаузской области                                                                                                | 30.07.1951      | сельское хозяйство |            |
| 190 | Непесов Шерип                  | 1916 — ????             | Старший чабан каракулеводческого совхоза «Сайван» Министерства внешней торговли СССР, Бахарденский район Ашхабадской области                                           | 15.09.1948      | сельское хозяйство | [ ГС 150 ] |
| 191 | Нечаева Нина Трофимовна        | 14.12.1909 — 31.05.1996 | Заведующая сектором экологии и биологии растений Института пустынь Академии наук Туркменской ССР, академик АН Туркменской ССР, гор. Ашхабад                            | 13.03.1969      | наука              | [ ГС 151 ] |
| 192 | Ниязмедов Сапарбай             | 1929 — ????             | Тракторист колхоза «Кизыл-Юлдуз» Куня-Ургенчского района Ташаузской области                                                                                            | 20.02.1978      | сельское хозяйство | [ ГС 152 ] |
| 193 | Носков Константин Михайлович   | 1906 — ????             | Бригадир штукатуров строительно-монтажного управления № 3 треста «Чарджоустрой», гор. Чарджоу Туркменской ССР                                                          | 16.03.1965      | строительство      | [ ГС 153 ] |
| 194 | Нурлыев Аннанур                | 1920—1983               | Бригадир колхоза «Совет Туркменистаны» Ашхабадского района Туркменской ССР                                                                                             | 30.04.1966      | сельское хозяйство | [ ГС 154 ] |
| 195 | Нурлыев Аттан                  | 1910 — ????             | Бригадир колхоза «Большевик» Куня-Ургенчского района Ташаузской области                                                                                                | 30.07.1951      | сельское хозяйство |            |
| 196 | Нурыев Мамет                   | род. 1923               | Председатель колхоза «Ленинград» Куня-Ургенчского района Ташаузской области                                                                                            | 10.12.1973      | сельское хозяйство | [ ГС 155 ] |
| 197 | Нурыев Халлы                   | 1908 — ????             | Бригадир колхоза «Большевик» Куня-Ургенчского района Ташаузской области                                                                                                | 30.07.1951      | сельское хозяйство | [ ГС 156 ] |
| 198 | Овезклычев Менгли              | род. 1929               | Звеньевой колхоза «Коммунизм» Ильялинского района Ташаузской области                                                                                                   | 30.07.1951      | сельское хозяйство | [ ГС 157 ] |
| 199 | Овезов Берды                   | 1908 — ????             | Бригадир хлопководческой бригады колхоза имени Кирова Чарджоуского района Чарджоуской области                                                                          | 14.02.1957      | сельское хозяйство | [ ГС 158 ] |
| 200 | Овезова Эне Меликкулиевна      | род. 19.07.1934         | Ткачиха Ашхабадской прядильно-ткацкой фабрики имени Дзержинского Совнархоза Туркменской ССР                                                                            | 28.05.1960      | легпром            | [ ГС 159 ] |
| 201 | Овезчиков Яхши Сахат           | 1906 — ????             | Звеньевой колхоза «20 лет Октября» Тахта-Базарского района Марыйской области                                                                                           | 05.04.1948      | сельское хозяйство | [ ГС 160 ] |
| 202 | Овениязов Ишанкули             | 1909 — ????             | Старший чабан совхоза «Калай-Мор» Марыйской области | 05.06.1958      | сельское хозяйство | [ ГС 161 ] |
| 203 | Огылдурдыева Голя              | 1920 — ????             | Звеньевая колхоза «12 лет РККА» Ашхабадского района Ашхабадской области                                                                                                | 17.06.1949      | сельское хозяйство | [ ГС 162 ] |
| 204 | Одаева Джумагуль               | 1927 — ????             | Звеньевая колхоза «Тезе-Ел» Байрам-Алийского района Марыйской области                                                                                                  | 11.06.1949      | сельское хозяйство | [ ГС 163 ] |
| 205 | Оразбердыев Джапан             | 1905 — ????             | Старший чабан колхоза «Комсомол» Тедженского района Ашхабадской области                                                                                                | 05.06.1958      | сельское хозяйство | [ ГС 164 ] |
| 206 | Оразбердыев Джума              | 1914 — ????             | Бригадир колхоза «Коммунизм» Ильялинского района Ташаузской области | 30.07.1951      | сельское хозяйство | [ ГС 165 ] |
| 207 | Оразгельдыева Набат            | 1921 — ????             | Звеньевая колхоза «Коммунизм» Ильялинского района Ташаузской области                                                                                                   | 30.07.1951      | сельское хозяйство | [ ГС 166 ] |
| 208 | Ораздурдыев Мамед              | 1910 — ????             | Бригадир колхоза имени Тельмана Ленинского района Ташаузской области                                                                                                   | 21.07.1950      | сельское хозяйство | [ ГС 167 ] |
| 209 | Оразкулиев Иса                 | 1915 — 10.01.1978       | Бригадир колхоза имени Тельмана Ленинского района Ташаузской области                                                                                                   | 05.04.1948      | сельское хозяйство | [ ГС 168 ] |
| 210 | Оразмухаммедов Язмурат         | 1914—1969               | Старший чабан колхоза имени Сталина Серахского района Ашхабадской области                                                                                              | 05.06.1958      | сельское хозяйство | [ ГС 169 ] |
| 211 | Оразов Емшик                   | 1909 — ????             | Звеньевой колхоза «Большевик» Куня-Ургенчского района Ташаузской области                                                                                               | 30.06.1950      | сельское хозяйство | [ ГС 170 ] |
| 212 | Оразов Кыллы                   | 1914 — ????             | Звеньевой колхоза «Большевик» Куня-Ургенчского района Ташаузской области                                                                                               | 11.06.1949      | сельское хозяйство | [ ГС 171 ] |
| 213 | Оразова Огульсабыр             | 1920 — ????             | Звеньевая колхоза «Тезе-Ел» Байрам-Алийского района Марыйской области                                                                                                  | 11.06.1949      | сельское хозяйство | [ ГС 172 ] |
| 214 | Оразсахатов Язмурад            | 01.07.1923 — ????       | Бригадир хлопководческой бригады колхоза «Ленинизм» Марыйского района Марыйской области                                                                                | 14.02.1957      | сельское хозяйство | [ ГС 173 ] |
| 215 | Патрин Геннадий Васильевич     | род. 30.10.1930         | Бригадир экскаваторщиков Чарджоуского ремонтно-строительного управления треста «Туркменремводстрой» Министерства мелиорации и водного хозяйства Туркменской ССР        | 30.04.1966      | мелиоводхоз        | [ ГС 174 ] |
| 216 | Пашиев Ресул                   | 1925 — ????             | Бригадир полеводческой бригады колхоза «Большевик» Геок-Тепинского района Ашхабадской области                                                                          | 14.02.1957      | сельское хозяйство | [ ГС 175 ] |
| 217 | Пенджиев Эгем                  | 1912 — 04.05.1984       | Первый секретарь Ходжамбасского райкома Компартии Туркменистана | 30.04.1966      | госуправление      | [ ГС 176 ] |
| 218 | Пиркулиева Герек               | 1912 — ????             | Звеньевая колхоза имени Тельмана Ленинского района Ташаузской области                                                                                                  | 11.06.1949      | сельское хозяйство | [ ГС 177 ] |
| 219 | Пирназаров Аман                | 1907 — 03.1970          | Председатель колхоза имени Менжинского Каахкинского района Ашхабадской области                                                                                         | 05.04.1948      | сельское хозяйство | [ ГС 178 ] |
| 220 | Пиянов Нургельди               | 1923 — ????             | Старший чабан колхоза имени Ленина Тедженского района Туркменской ССР                                                                                                  | 16.03.1965      | сельское хозяйство | [ ГС 179 ] |
| 221 | Порсыев Ходжа                  | 03.01.1907 — ????       | Заведующий овцеводческой фермой колхоза «Совет Туркменистаны» Каахкинского района Ашхабадской области                                                                  | 14.02.1957      | сельское хозяйство | [ ГС 180 ] |
| 222 | Потанова Огульджан             | род. 1926               | Звеньевая колхоза «Коммунизм» Ильялинского района Ташаузской области                                                                                                   | 30.06.1950      | сельское хозяйство | [ ГС 181 ] |
| 223 | Рахмедов Кочкар                | 1892 — ????             | Старший чабан каракулеводческого совхоза «Уч-Аджи» Министерства внешней торговли СССР, Байрам-Алийский район Марыйской области                                         | 15.09.1948      | сельское хозяйство |            |
| 224 | Рахмедов Меред                 | 01.01.1920 — ????       | Тракторист колхоза «Тезе дурмуш» Карабекаульского района Туркменской ССР                                                                                               | 30.04.1966      | сельское хозяйство | [ ГС 182 ] |
| 225 | Реджепов Анна                  | 1899 — ????             | Старший чабан каракулеводческого совхоза «Уч-Аджи» Министерства внешней торговли СССР, Байрам-Алийский район Марыйской области                                         | 15.09.1948      | сельское хозяйство | [ ГС 183 ] |
| 226 | Реджепов Овез                  | 1907 — ????             | Бригадир колхоза имени Тельмана Ленинского района Ташаузской области                                                                                                   | 21.07.1950      | сельское хозяйство | [ ГС 184 ] |
| 227 | Резников Алексей Львович       | род. 1931               | Мастер нефтепромыслового управления «Небитдагнефть» Туркменской ССР | 28.05.1960      | нефтепром          | [ ГС 185 ] |
| 228 | Розметов Садулла               | 15.11.1921 — 20.11.2011 | Председатель колхоза имени Сталина села Таза-Ярмыш Ташаузского района Ташаузской области                                                                               | 14.02.1957      | сельское хозяйство | [ ГС 186 ] |
| 229 | Розыев Акы                     | род. 1945               | Механик-водитель хлопкоуборочной машины колхоза «40 лет СССР» Саятского района Чарджоуской области                                                                     | 20.02.1978      | сельское хозяйство | [ ГС 187 ] |
| 230 | Розыева Огулхан                | 1923 — ????             | Бригадир хлопководческой бригады колхоза имени Махтумкули Керкинского района Чарджоуской области                                                                       | 08.04.1971      | сельское хозяйство | [ ГС 188 ] |
| 231 | Розыева Розыменгли             | 1918 — ????             | Звеньевая колхоза «20 лет Октября» Тахта-Базарского района Марыйской области                                                                                           | 11.06.1949      | сельское хозяйство |            |
| 232 | Сабурова Тохта                 | род. 1933               | Звеньевая колхоза «Коммунизм» Ильялинского района Ташаузской области                                                                                                   | 30.07.1951      | сельское хозяйство | [ ГС 189 ] |
| 233 | Сагинов Хаир                   | 1915—1982               | Звеньевой колхоза «Большевик» Куня-Ургенчского района Ташаузской области                                                                                               | 30.07.1951      | сельское хозяйство | [ ГС 190 ] |
| 234 | Сапарклычев Халлы              | 1888—1962               | Старший чабан каракулеводческого совхоза «Сайван» Министерства внешней торговли СССР, Бахарденский район Ашхабадской области                                           | 15.09.1948      | сельское хозяйство | [ ГС 191 ] |
| 235 | Сапарклычева Джумагуль         | 1928 — ????             | Звеньевая колхоза имени Тельмана Ленинского района Ташаузской области                                                                                                  | 21.07.1950      | сельское хозяйство | [ ГС 192 ] |
| 236 | Сапаров Аннали                 | 1906 — ????             | Председатель колхоза «Тезе-Ел» Байрам-Алийского района Марыйской области                                                                                               | 11.06.1949      | сельское хозяйство | [ ГС 193 ] |
| 237 | Сапаров Мухы                   | 1910 — ????             | Звеньевой колхоза имени Тельмана Ленинского района Ташаузской области                                                                                                  | 21.07.1950      | сельское хозяйство | [ ГС 194 ] |
| 238 | Сапаров Тойли                  | 1906 — ????             | Бригадир колхоза имени Тельмана Ленинского района Ташаузской области                                                                                                   | 30.07.1951      | сельское хозяйство |            |
| 239 | Сапиев Мамед                   | 1896 — 05.1978          | Старший чабан каракулеводческого совхоза «Сайван» Министерства внешней торговли СССР, Бахарденский район Ашхабадской области                                           | 15.09.1948      | сельское хозяйство | [ ГС 195 ] |
| 240 | Сараджаев Мамелек              | 1901 — ????             | Управляющий третьей фермой каракулеводческого совхоза «Сайван» Министерства внешней торговли СССР, Бахарденский район Ашхабадской области                              | 15.09.1948      | сельское хозяйство | [ ГС 196 ] |
| 241 | Сарыев Аннасахат               | 1908 — 05.03.1981       | Первый секретарь Тедженского райкома Компартии Туркмении, Марыйская область                                                                                            | 08.04.1971      | госуправление      |            |
| 242 | Сарыев Апбай                   | 1901 — 06.1976          | Старший чабан каракулеводческого совхоза «Сайван» Министерства внешней торговли СССР, Бахарденский район Ашхабадской области                                           | 15.09.1948      | сельское хозяйство | [ ГС 197 ] |
| 243 | Сарыев Кака                    | 1900 — ????             | Звеньевой колхоза имени Тельмана Ленинского района Ташаузской области                                                                                                  | 21.07.1950      | сельское хозяйство | [ ГС 198 ] |
| 244 | Сарыева Гульджан               | 1920 — ????             | Звеньевая колхоза имени Тельмана Ленинского района Ташаузской области                                                                                                  | 21.07.1950      | сельское хозяйство | [ ГС 199 ] |
| 245 | Сахатбердыев Чарва             | 1927 — ????             | Старший чабан колхоза «40 лет Туркменской ССР» Ашхабадского района Ашхабадской области                                                                                 | 16.03.1981      | сельское хозяйство | [ ГС 200 ] |
| 246 | Сеидов Мурат                   | 1912 — ????             | Бригадир колхоза «Коммунизм» Ильялинского района Ташаузской области | 30.07.1951      | сельское хозяйство | [ ГС 201 ] |
| 247 | Сеидов Нурыназар               | 1926 — ????             | Старший чабан каракулеводческого совхоза «Уч-Аджи» Министерства внешней торговли СССР, Байрам-Алийский район Марыйской области                                         | 15.09.1948      | сельское хозяйство | [ ГС 202 ] |
| 248 | Сеидов Халим                   | 02.05.1924 — 1983       | Бригадир хлопководческой бригады колхоза имени Сталина Халачского района Чарджоуской области                                                                           | 14.02.1957      | сельское хозяйство | [ ГС 203 ] |
| 249 | Сеитмамедов Берди              | род. 1927               | Бригадир колхоза «Москва» Тахтинского района Ташаузской области | 07.03.1980      | сельское хозяйство |            |
| 250 | Сеитова Акчагуль               | 02.05.1920 — ????       | Звеньевая колхоза «20 лет Октября» Тахта-Базарского района Марыйской области                                                                                           | 11.06.1949      | сельское хозяйство | [ ГС 204 ] |
| 251 | Сехетлиева Нурсолтан           | 1921 — ????             | Звеньевая колхоза «Сынпы-Гореш» Марыйского района Марыйской области | 11.06.1949      | сельское хозяйство | [ ГС 205 ] |
| 252 | Собетов Сатлык                 | 1892 — ????             | Звеньевой колхоза «20 лет Октября» Тахта-Базарского района Марыйской области                                                                                           | 11.06.1949      | сельское хозяйство | [ ГС 206 ] |
| 253 | Сопыев Муратберды              | 03.01.1930 — 12.01.2016 | Председатель колхоза «Совет Туркменистаны» Ашхабадского района Ашхабадской области                                                                                     | 08.04.1971      | сельское хозяйство | [ ГС 207 ] |
| 254 | Субханов Курбанназар           | 1914—1977               | Врач центральной районной больницы Марыйского района Туркменской ССР                                                                                                   | 04.02.1969      | здравоохранение    | [ ГС 208 ] |
| 255 | Суликбаев Ахмедьяр             | 1908 — ????             | Старший чабан каракулеводческого совхоза «Уч-Аджи» Министерства внешней торговли СССР, Байрам-Алийский район Марыйской области                                         | 15.09.1948      | сельское хозяйство | [ ГС 209 ] |
| 256 | Султанов Агабай                | 1900 — ????             | Директор каракулеводческого совхоза «Ербентский» Министерства внешней торговли СССР, Ашхабадский район Ашхабадской области                                             | 15.09.1948      | сельское хозяйство |            |
| 257 | Тавитов Михаил Давидович       | 03.01.1914 — 19.01.2004 | Старший зоотехник каракулеводческого совхоза «Сараджинский» Министерства внешней торговли СССР, Тахта-Базарский район Марыйской области                                | 15.09.1948      | сельское хозяйство |            |
| 258 | Таганов Дурды                  | род. 1932               | Машинист автогрейдера Джебельского дорожно-строительного управления Министерства автомобильного транспорта и шоссейных дорог Туркменской ССР, Красноводская область    | 05.10.1966      | автодор            |            |
| 259 | Танаджиков Овез                | 1915—1985               | Бригадир колхоза «Большевик» Куня-Ургенчского района Ташаузской области                                                                                                | 30.07.1951      | сельское хозяйство | [ ГС 210 ] |
| 260 | Тангиев Сапар                  | 1910 — ????             | Бригадир колхоза «Большевик» Байрам-Алийского района Марыйской области                                                                                                 | 05.04.1948      | сельское хозяйство | [ ГС 211 ] |
| 261 | Тиллиев Тайджан                | 1901 — ????             | Бригадир колхоза «Коммунизм» Ильялинского района Ташаузской области | 30.06.1950      | сельское хозяйство | [ ГС 212 ] |
| 262 | Тойлиев Ислам                  | 1903 — ????             | Звеньевой колхоза «Большевик» Куня-Ургенчского района Ташаузской области                                                                                               | 05.04.1948      | сельское хозяйство | [ ГС 213 ] |
| 263 | Тойлиева Язбике                | 1919 — 23.06.1972       | Звеньевая колхоза «Коммуна» Тахтинского района Ташаузской области | 05.04.1948      | сельское хозяйство | [ ГС 214 ] |
| 264 | Тойлыева Огул                  | род. 1928               | Звеньевая колхоза «Большевик» Ильялинского района Ташаузской области                                                                                                   | 14.02.1957      | сельское хозяйство | [ ГС 215 ] |
| 265 | Трапезников Александр Иванович | 31.03.1912 — 07.01.2006 | Директор каракулеводческого совхоза «Уч-Аджи» Министерства внешней торговли СССР, Байрам-Алийский район Марыйской области                                              | 15.09.1948      | сельское хозяйство | [ ГС 216 ] |
| 266 | Туваков Мамед                  | 1914 — ????             | Звеньевой колхоза имени Тельмана Ленинского района Ташаузской области                                                                                                  | 21.07.1950      | сельское хозяйство | [ ГС 217 ] |
| 267 | Тулендыев Дуечи                | 1906 — ????             | Старший чабан каракулеводческого совхоза «Сараджинский» Министерства внешней торговли СССР, Тахта-Базарский район Марыйской области                                    | 15.09.1948      | сельское хозяйство |            |
| 268 | Удаев Сатлык                   | 1907 — 26.02.1976       | Буровой мастер конторы бурения № 2 треста «Туркменбурнефть» Туркменского совнархоза                                                                                    | 19.03.1959      | нефтепром          |            |
| 269 | Ухулова Реджеп                 | 15.03.1919 — ????       | Директор средней школы № 6 Серахского района Туркменской ССР | 01.07.1968      | образование        | [ ГС 218 ] |
| 270 | Хаджи Ашир оглы                | 1914 — ????             | Бурильщик конторы разведочного бурения № 2 треста «Туркменбурнефть» объединения «Туркменнефть» Министерства нефтедобывающей промышленности СССР, Туркменская ССР       | 23.05.1966      | нефтепром          | [ ГС 219 ] |
| 271 | Хаджиев Худайназар             | 23.09.1910 — 26.02.1967 | Председатель колхоза имени Халтурина Чарджоуского района Туркменской ССР                                                                                               | 16.03.1965      | сельское хозяйство | [ ГС 220 ] |
| 272 | Хажыев Гунан                   | 1917 — ????             | Бригадир хлопководческой бригады колхоза «Искра» Куня-Ургенчского района Ташаузской области                                                                            | 08.04.1971      | сельское хозяйство |            |
| 273 | Хазреткулов Ишкул              | 1928 — ????             | Бригадир колхоза «Коммунизм» Чаршангинского района Чарджоуской области                                                                                                 | 10.12.1973      | сельское хозяйство | [ ГС 221 ] |
| 274 | Хакимов Джумакулы              | 1906 — ????             | Председатель колхоза имени Максима Горького Чарджоуского района Чарджоуской области                                                                                    | 14.02.1957      | сельское хозяйство |            |
| 275 | Халлыев Байрам                 | 1895—1955               | Бригадир колхоза «8 марта» Куня-Ургенчского района Ташаузской области                                                                                                  | 05.04.1948      | сельское хозяйство | [ ГС 222 ] |
| 276 | Халлыева (Аманова) Огуль Ораз  | 1920 — ????             | Звеньевая колхоза «Сынпы-Гореш» Марыйского района Марыйской области | 11.06.1949      | сельское хозяйство | [ ГС 223 ] |
| 277 | Халмурадов Какабай             | 1912 — 20.02.1974       | Бригадир колхоза «Большевик» Куня-Ургенчского района Ташаузской области                                                                                                | 30.06.1950      | сельское хозяйство | [ ГС 224 ] |
| 278 | Халмурадов Салы                | род. 1929               | Бригадир колхоза имени Тельмана Ильялинского района Ташаузской области                                                                                                 | 30.07.1951      | сельское хозяйство |            |
| 279 | Халмурадова Дурдыхал           | род. 1937               | Бригадир колхоза имени Фрунзе Фарабского района Чарджоуской области | 25.12.1976      | сельское хозяйство | [ ГС 225 ] |
| 280 | Халназаров Мухомед             | 1913 — ????             | Бригадир колхоза «Зарпчи» Марыйского района Марыйской области | 05.04.1948      | сельское хозяйство | [ ГС 226 ] |
| 281 | Хамраев Балта                  | 1923 — ????             | Старший чабан колхоза «XX партсъезд» Чарджоуского района Туркменской ССР                                                                                               | 22.03.1966      | сельское хозяйство | [ ГС 227 ] |
| 282 | Хамраев Эсет                   | род. 1935               | Пекарь-мастер производственного объединения «Ашхабадхлеб» Министерства пищевой промышленности Туркменской ССР, гор. Ашхабад                                            | 17.03.1981      | пищепром           | [ ГС 228 ] |
| 283 | Ханамов Чары                   | 10.10.1919 — 2003       | Директор совхоза «Теджен» Тедженского района Ашхабадской области | 25.12.1976      | сельское хозяйство | [ ГС 229 ] |
| 284 | Хангельдыев Амангельды         | 1909 — ????             | Председатель колхоза имени Андреева Ашхабадского района Ашхабадской области                                                                                            | 14.02.1957      | сельское хозяйство | [ ГС 230 ] |
| 285 | Хандурдыев Гайып               | 1895 — ????             | Звеньевой колхоза «Коммунизм» Ильялинского района Ташаузской области                                                                                                   | 30.07.1951      | сельское хозяйство |            |
| 286 | Хандурдыева (Тагибаева) Патма  | род. 1925               | Звеньевая колхоза имени Тельмана Ленинского района Ташаузской области                                                                                                  | 21.07.1950      | сельское хозяйство | [ ГС 231 ] |
| 287 | Ханов Атанепес                 | 1914 — ????             | Председатель колхоза имени Жданова Каахкинского района Ашхабадской области                                                                                             | 14.02.1957      | сельское хозяйство | [ ГС 232 ] |
| 288 | Ханов Джума                    | 1925 — 18.06.1989       | Старший чабан колхоза имени Калинина Марыйского района Марыйской области                                                                                               | 08.04.1971      | сельское хозяйство | [ ГС 233 ] |
| 289 | Хатамов Кара                   | 10.07.1907 — 04.03.1978 | Капитан парохода Среднеазиатского государственного пароходства Министерства морского флота СССР, гор. Чарджоу Туркменской ССР                                          | 03.08.1960      | транспорт          | [ ГС 234 ] |
| 290 | Хемраев Овез                   | 1900 — ????             | Звеньевой колхоза «Кызыл-Караван» Байрам-Алийского района Марыйской области                                                                                            | 11.06.1949      | сельское хозяйство |            |
| 291 | Ходжагельдыев Иламан           | род. 1936               | Старший прессовщик Марыйского хлопкоочистительного завода имени В. П. Чкалова Министерства лёгкой промышленности Туркменской ССР                                       | 16.01.1974      | легпром            | [ ГС 235 ] |
| 292 | Ходжагельдыев Хумметгулы       | род. 1933               | Главный врач участковой больницы Кушкинского района Марыйской области                                                                                                  | 23.10.1978      | здравоохранение    | [ ГС 236 ] |
| 293 | Ходжаев Искандер               | 1913 — ????             | Бригадир колхоза «40 лет Туркменской ССР» Ташаузского района Туркменской ССР                                                                                           | 30.04.1966      | сельское хозяйство |            |
| 294 | Ходжакулиева Джума             | 1903 — ????             | Звеньевая колхоза «Красная Армия» Тахта-Базарского района Марыйской области                                                                                            | 05.04.1948      | сельское хозяйство | [ ГС 237 ] |
| 295 | Ходжамедов Шахмед              | 1905 — ????             | Бригадир колхоза «Большевик» Куня-Ургенчского района Ташаузской области                                                                                                | 30.07.1951      | сельское хозяйство | [ ГС 238 ] |
| 296 | Ходжамурадова Набат            | 1914 — ????             | Звеньевая колхоза «Зарпчи» Марыйского района Марыйской области | 05.04.1948      | сельское хозяйство | [ ГС 239 ] |
| 297 | Худайбергенова Джамила         | род. 1933               | Звеньевая колхоза имени Тельмана Ленинского района Ташаузской области                                                                                                  | 14.02.1957      | сельское хозяйство | [ ГС 240 ] |
| 298 | Худайбердыева Оджик            | 1915 — ????             | Звеньевая колхоза имени Тельмана Ленинского района Ташаузской области                                                                                                  | 30.07.1951      | сельское хозяйство | [ ГС 241 ] |
| 299 | Худайназаров Раимкул           | род. 1927               | Старший автоклавщик Гаурдакского серного комбината Министерства химической промышленности СССР, Туркменская ССР                                                        | 28.05.1966      | химпром            | [ ГС 242 ] |
| 300 | Худаяров Сеидмурад             | 1905 — ????             | Старший чабан колхоза имени Ленина Керкинского района Чарджоуской области                                                                                              | 05.06.1958      | сельское хозяйство | [ ГС 243 ] |
| 301 | Хуммедов Баллы                 | 1915 — 31.12.1965       | Главный зоотехник Душакской МТС Каахкинского района Ашхабадской области                                                                                                | 05.06.1958      | сельское хозяйство | [ ГС 244 ] |
| 302 | Чапыков Мередли                | 1915 — ????             | Бригадир рабочих Санды-Качинского плодового совхоза Министерства пищевой промышленности Туркменской ССР, Тахта-Базарский район                                         | 21.07.1966      | пищепром           | [ ГС 245 ] |
| 303 | Чарыев Аман                    | 1930 — ????             | Тракторист 1-й Ленинской МТС Ташаузской области | 14.02.1957      | сельское хозяйство | [ ГС 246 ] |
| 304 | Чарыев Нурмухаммед             | 31.01.1919 — 09.11.1966 | Бригадир хлопководческой бригады колхоза имени Хрущёва Марыйского района Марыйской области                                                                             | 14.02.1957      | сельское хозяйство | [ ГС 247 ] |
| 305 | Чарыев Шалар                   | 1903 — 15.11.1979       | Управляющий третьей фермой каракулеводческого совхоза «Уч-Аджи» Министерства внешней торговли СССР, Байрам-Алийский район Марыйской области                            | 15.09.1948      | сельское хозяйство | [ ГС 248 ] |
| 306 | Шакулова Максат                | 1916 — 12.07.1966       | Председатель колхоза «Коммунист» Ходжамбасского района Чарджоуской области                                                                                             | 07.03.1960      | сельское хозяйство | [ ГС 249 ] |
| 307 | Шамурадов Меле                 | 1906 — 28.09.1972       | Бригадир тракторной бригады Ленинской МТС Ташаузской области | 05.04.1948      | сельское хозяйство | [ ГС 250 ] |
| 308 | Шарипова Шадман                | 1920 — ????             | Кокономотальщица Чарджоуского шёлкового комбината Министерства лёгкой промышленности Туркменской ССР                                                                   | 09.06.1966      | легпром            |            |
| 309 | Шахлыев Кака                   | род. 1936               | Звеньевой колхоза имени Ленина Ильялинского района Ташаузской области                                                                                                  | 14.02.1957      | сельское хозяйство | [ ГС 251 ] |
| 310 | Шулимова Александра Андреевна  | 20.02.1923 — 05.06.2004 | Старший оператор Красноводского нефтеперерабатывающего завода имени Сталина Туркменского совнархоза                                                                    | 07.03.1960      | нефтехимпром       | [ ГС 252 ] |
| 311 | Щеблыкин Павел Яковлевич       | 31.05.1927 — 06.09.2013 | Буровой мастер Шатлыкского управления буровых работ объединения «Туркменгазпром» Министерства газовой промышленности СССР, Марыйская область                           | 12.05.1977      | газпром            | [ ГС 253 ] |
| 312 | Эметов Юсуп                    | род. 1933               | Бригадир машинистов экскаваторов Ташаузского ремонтно-строительного управления треста «Туркменремводстрой» Министерства мелиорации и водного хозяйства Туркменской ССР | 08.04.1971      | мелиоводхоз        | [ ГС 254 ] |
| 313 | Эрсарыев Анна                  | 18.08.1908 — ????       | Звеньевой колхоза имени Тельмана Ленинского района Ташаузской области                                                                                                  | 30.07.1951      | сельское хозяйство | [ ГС 255 ] |
| 314 | Эсенов Тайча                   | род. 1923               | Звеньевой колхоза «Большевик» Куня-Ургенчского района Ташаузской области                                                                                               | 30.07.1951      | сельское хозяйство | [ ГС 256 ] |
| 315 | Эсенова Ораз Гозель            | 1915 — ????             | Звеньевая колхоза «Сынпы-Гореш» Марыйского района Марыйской области | 11.06.1949      | сельское хозяйство | [ ГС 257 ] |
| 316 | Юлдашева Овезджан              | 1924 — ????             | Звеньевая колхоза имени Тельмана Ленинского района Ташаузской области                                                                                                  | 30.07.1951      | сельское хозяйство | [ ГС 258 ] |
| 317 | Ягмурова Язгуль                | род. 1936               | Колхозница колхоза имени Андреева Карабекаульского района Чарджоуской области                                                                                          | 14.02.1957      | сельское хозяйство | [ ГС 259 ] |
| 318 | Язмухамедов Битды              | род. 1925               | Бульдозерист управления «Каракумгидрострой», Туркменская ССР | 31.12.1960      | мелиоводхоз        | [ ГС 260 ] |
| 319 | Языева Карлан                  | 1922 — ????             | Звеньевая колхоза «Тезе-Ел» Байрам-Алийского района Марыйской области                                                                                                  | 11.06.1949      | сельское хозяйство | [ ГС 261 ] |
| 320 | Яковлев Сергей Васильевич      | 1912 — ????             | Бригадир каменщиков треста «Горстрой» Министерства строительства и строительных материалов Туркменской ССР, гор. Ашхабад                                               | 09.08.1958      | строительство      | [ ГС 262 ] |
| 321 | Якубов Ахмад                   | 1906 — 20.11.1968       | Бригадир хлопководческой бригады колхоза имени Ленина Дейнауского района Чарджоуской области                                                                           | 14.02.1957      | сельское хозяйство | [ ГС 263 ] |
| 322 | Якубов Кулы                    | 1905 — 19.10.1978       | Звеньевой колхоза «8 марта» Куня-Ургенчского района Ташаузской области                                                                                                 | 05.04.1948      | сельское хозяйство | [ ГС 264 ] |
| 323 | Якубова Огульджик              | 1922 — ????             | Звеньевая колхоза «Тезе-Ел» Байрам-Алийского района Марыйской области                                                                                                  | 11.06.1949      | сельское хозяйство | [ ГС 265 ] |

### Комментарии
1. ↑  Фамилия Бабаева — в замужестве, на момент награждения — Атекаева.
2. ↑  В тексте Указа — Карлы.
3. ↑  В тексте Указа — Овеньязов.
4. ↑  Другой вариант — Голяева Огульдурды.
5. ↑  В опубликованном тексте Указа — Пирпазаров.
6. ↑  В тексте Указа — Абпай.
7. ↑  Фамилия Халлыева — в замужестве, на момент награждения — Аманова.
8. ↑  Фамилия Хандурдыева — в замужестве, на момент награждения — Тагибаева.

## Уроженцы Туркмении, удостоенные звания Героя Социалистического Труда в других регионах СССР
| №  | Фамилия, имя, отчество     | Даты жизни              | Деятельность | Дата присвоения | Отрасль            | ГС       |
| -- | -------------------------- | ----------------------- | --- | --------------- | ------------------ | -------- |
| 1  | Арутюнов Сергей Гевондович | 27.10.1920 — 11.05.1995 | Управляющий трестом «Добропольуголь» комбината «Донецкуголь» Министерства угольной промышленности Украинской ССР, Донецкая область                                          | 29.06.1966      | углепром           | [ ГС 1 ] |
| 2  | Асадулаев Аликпер          | 1915 — ????             | Комбайнёр Баянской МТС Пресновского района Северо-Казахстанской области | 28.06.1952      | сельское хозяйство | [ ГС 2 ] |
| 3  | Бердыкулов Ишмурат         | 1905 — ????             | Звеньевой колхоза «Передовой» Октябрьского района Сталинабадской области | 03.05.1949      | сельское хозяйство |          |
| 4  | Галимов Бекиш              | 15.04.1937 — 11.10.2018 | Старший чабан совхоза имени Курманова Уилского района Актюбинской области                                                                                                   | 08.04.1971      | сельхоз            | [ ГС 3 ] |
| 5  | Джуманазаров Мухамедкул    | 1911 — ????             | Первый секретарь Китабского райкома Компартии Узбекистана, Кашка-Дарьинская область                                                                                         | 11.01.1957      | госуправление      |          |
| 6  | Ибрагимов Иса              | 1891 — ????             | Звеньевой племенного молочного совхоза «Вревский» № 3 Министерства совхозов СССР, Янги-Юльский район Ташкентской области                                                    | 26.09.1950      | сельское хозяйство |          |
| 7  | Кадыров Турегали           | 20.05.1930 — 24.08.2003 | Буровой мастер Узеньской нефтеразведочной экспедиции объединения «Казахстаннефть» Министерства нефтедобывающей промышленности СССР, Гурьевская область                      | 23.05.1966      | нефтепром          |          |
| 8  | Казбеков Тайшик            | 09.1926 — 09.05.2020    | Шофёр Жетыбайской автобазы Министерства автомобильного транспорта Казахской ССР, Ералиевский район Гурьевской области                                                       | 04.05.1971      | транспорт          | [ ГС 4 ] |
| 9  | Калмычков Степан Павлович  | 1909—1990               | Директор совхоза «Крепь» Калачёвского района Волгоградской области | 20.11.1958      | сельское хозяйство | [ ГС 5 ] |
| 10 | Коблов Владимир Леонидович | 28.11.1926 — 19.12.2016 | Начальник Специального конструкторского бюро № 2 Всесоюзного научно-исследовательского института радиоэлектронных систем Министерства радиопромышленности СССР, гор. Москва | 03.04.1975      | радиоэлектронпром  | [ ГС 6 ] |
| 11 | Луконин Николай Фёдорович  | род. 03.03.1928         | Директор Игналинской атомной электростанции Министерства среднего машиностроения СССР, Литовская ССР                                                                        | 02.08.1985      | атомпром           | [ ГС 7 ] |
| 12 | Петросянц Гурген Власович  | 28.04.1914 — 16.06.1995 | Директор Спасского цементного завода Министерства промышленности строительных материалов СССР, Приморский край                                                              | 07.05.1971      | промстройматериалы | [ ГС 8 ] |
| 13 | Халапов Евгений Сергеевич  | 1917 — ????             | Специалист Ташкентского авиационного производственного объединения имени В. П. Чкалова Министерства авиационной промышленности СССР                                         | 30.08.1982      | авиапром           |          |
| 14 | Юров Анатолий Васильевич   | 21.01.1939 — 21.06.1996 | Бригадир слесарей-монтажников Ленинградского судостроительного завода имени А. А. Жданова Министерства судостроительной промышленности СССР, гор. Ленинград                 | 16.07.1986      | судостроение       | [ ГС 9 ] |

## Герои Социалистического Труда, прибывшие в Туркмению на постоянное проживание из других регионов СССР
| № | Фамилия, имя, отчество     | Даты жизни        | Деятельность | Дата присвоения | Отрасль            | ГС       |
| - | -------------------------- | ----------------- | --- | --------------- | ------------------ | -------- |
| 1 | Ким Трофим                 | 25.02.1928 — ???? | Звеньевой колхоза имени Микояна Нижне-Чирчикского района Ташкентской области                                                  | 22.05.1951      | сельское хозяйство | [ ГС 1 ] |
| 2 | Умурзаков Насыр            | 1912 — ????       | Мастер вагоноремонтного завода Ташкентского трамвайно-троллейбусного управления                                               | 20.12.1966      | транспорт          |          |
| 3 | Шевченко Анна Спиридоновна | 1913 — ????       | Звеньевая виноградарского совхоза имени Молотова Министерства пищевой промышленности СССР, Анапский район Краснодарского края | 26.09.1950      | сельское хозяйство | [ ГС 2 ] |

## Лица, лишённые звания Героя Социалистического Труда
| № | Фамилия, имя, отчество    | Даты жизни        | Деятельность | Дата присвоения       | Дата отмены | Отрасль            | ГС       |
| - | ------------------------- | ----------------- | --- | --------------------- | ----------- | ------------------ | -------- |
| 1 | Овезов Бояр               | 1900 — 28.06.1968 | Председатель колхоза «8 марта» Куня-Ургенчского района Ташаузской области                                                      | 05.04.1948 14.02.1957 | 15.06.1964  | сельское хозяйство | [ ГС 1 ] |
| 2 | Аннамухаммедова Кызылгуль | род. 15.10.1921   | Председатель колхоза «Коммунизм» Туркмен-Калинского района Марыйской области                                                   | 07.03.1960            | 23.08.1989  | сельское хозяйство | [ ГС 2 ] |
| 3 | Бабаев Бетчи              | 1913 — ????       | Председатель колхоза «Коммунизм» Ильялинского района Ташаузской области                                                        | 30.06.1950            | 16.06.1962  | сельское хозяйство | [ ГС 3 ] |
| 4 | Курбанов Паттык           | 15.09.1907 — ???? | Старший чабан каракулеводческого совхоза «Уч-Аджи» Министерства внешней торговли СССР, Байрам-Алийский район Марыйской области | 15.09.1948            | 16.08.1971  | сельское хозяйство | [ ГС 4 ] |
| 5 | Сарыбаев Курбанмет        | 1909 — ????       | Председатель Совета урожайности колхоза «Большевик» Куня-Ургенчского района Ташаузской области                                 | 30.06.1950            | 10.12.1952  | сельское хозяйство | [ ГС 5 ] |
| 6 | Суханов Джаппар           | 1908 — ????       | Председатель колхоза имени Э. Тельмана Ильялинского района Ташаузской области                                                  | 30.06.1950            | 29.01.1962  | сельское хозяйство | [ ГС 6 ] |
| 7 | Чарыев Амандурды          | род. 13.04.1933   | Бригадир совхоза «Байрам-Али» Байрам-Алинского района Туркменской ССР                                                          | 30.04.1966            | 02.08.1988  | сельское хозяйство | [ ГС 7 ] |

## Герои Социалистического Труда, лишённые второй золотой медали «Серп и Молот»
| № | Фамилия, имя, отчество | Даты жизни  | Деятельность                                                                | Дата присвоения       | Дата отмены | Отрасль            | ГС       |
| - | ---------------------- | ----------- | --------------------------------------------------------------------------- | --------------------- | ----------- | ------------------ | -------- |
| 1 | Какабаев Ашир          | 1909—1968   | Председатель колхоза «Большевик» Куня-Ургенчского района Ташаузской области | 05.04.1948 30.07.1951 | 10.12.1952  | сельское хозяйство | [ ГС 8 ] |
| 2 | Тойлиев Ислам          | 1903 — ???? | Звеньевой колхоза «Большевик» Куня-Ургенчского района Ташаузской области    | 05.04.1948 30.07.1951 | 10.12.1952  | сельское хозяйство | [ ГС 9 ] |